# Sistemes de seguretat del reactor d'aigua bullint

Flux de refrigerant

Els sistemes de seguretat dels reactors d'aigua bullint són sistemes de seguretat nuclear construïts dins dels reactors d'aigua bullint per tal de prevenir o mitigar els riscos per al medi ambient i la salut en cas d'accident o desastre natural.
Igual que el reactor d'aigua a pressió, el nucli del reactor BWR continua produint calor a partir de la desintegració radioactiva després que les reaccions de fissió s'hagin aturat, fent possible un incident de dany al nucli en cas que tots els sistemes de seguretat hagin fallat i el nucli no rebi refrigerant. Igual que el reactor d'aigua a pressió, un reactor d'aigua bullint té un coeficient de buit negatiu, és a dir, la sortida de neutrons (i la tèrmica) del reactor disminueix a mesura que augmenta la proporció de vapor a aigua líquida dins del reactor.
Tanmateix, a diferència d'un reactor d'aigua a pressió que no conté vapor al nucli del reactor, un augment sobtat de la pressió del vapor BWR (causat, per exemple, per l'accionament de la vàlvula d'aïllament del vapor principal (MSIV) del reactor) donarà lloc a un sobtat. Disminució de la proporció de vapor a aigua líquida dins del reactor. L'augment de la proporció d'aigua a vapor conduirà a una major moderació dels neutrons, que al seu torn provocarà un augment de la potència de sortida del reactor. Aquest tipus d'esdeveniment s'anomena "transitori de pressió".

Esquema d'un recipient a pressió d'un reactor BWR genèric

## Sistemes de seguretat
El BWR està dissenyat específicament per respondre als transitoris de pressió, amb un tipus de disseny de "supressió de pressió" que ventila la sobrepressió mitjançant vàlvules d'alleujament de seguretat per sota de la superfície d'una piscina d'aigua líquida dins de la contenció, coneguda com a "pou humit". torus" o "pool de supressió". Tots els BWR utilitzen una sèrie de vàlvules de seguretat/alleujament per a la sobrepressió, fins a 7 d'aquestes formen part del sistema de despressurització automàtica (ADS) i 18 vàlvules d'alleujament de sobrepressió de seguretat en els models ABWR, només algunes de les quals. han de funcionar per aturar l'augment de pressió d'un transitori. A més, el reactor ja s'haurà tancat ràpidament abans que el transitori afecti el RPV (tal com es descriu a la secció Sistema de protecció del reactor a continuació).
A causa d'aquest efecte en els BWR, els components operatius i els sistemes de seguretat estan dissenyats amb la intenció que cap escenari creïble pugui provocar un augment de pressió i potència que superi la capacitat dels sistemes per apagar ràpidament el reactor abans de danyar el combustible o els components que contenen el es pot produir refrigerant del reactor. En el cas límit d'un ATWS (Anticipated Transient Without Scram), es poden produir nivells de potència de neutrons elevats (~ 200%) durant menys d'un segon, després del qual l'activació dels SRV farà que la pressió baixi ràpidament. La potència neutrònica caurà molt per sota de la potència nominal (l'interval del 30% amb el cessament de la circulació i, per tant, l'eliminació del buit) fins i tot abans que es produeixi l'activació d'ARI o SLCS. La potència tèrmica amb prou feines es veurà afectada.
En cas d'una contingència que inhabiliti tots els sistemes de seguretat, cada reactor està envoltat per un edifici de contenció format per 1.2–2.4 m (3.9–7.9 ft) de formigó pretensat reforçat amb acer dissenyat per segellar el reactor del medi ambient.
Tanmateix, l'edifici de contenció no protegeix el combustible durant tot el cicle del combustible. El més important és que el combustible gastat resideix llargs períodes fora de la contenció primària. Una piscina d'emmagatzematge de combustible gastat típic pot contenir aproximadament cinc vegades el combustible al nucli. Com que les recàrregues solen descarregar un terç d'un nucli, gran part del combustible gastat emmagatzemat a la piscina haurà tingut un temps de descomposició considerable. Però si s'hagués d'esgotar l'aigua de la piscina, el combustible descarregat dels dos avituallaments anteriors encara seria prou "fresc" per fondre's sota la calor de descomposició. Tanmateix, el revestiment de zircaloi d'aquest combustible es podria encendre durant l'escalfament. El foc resultant probablement s'estendria a la majoria o a tot el combustible de la piscina. La calor de la combustió, en combinació amb la calor de desintegració, probablement conduiria el combustible "envellit al límit" a una condició fosa. A més, si el foc es fa fam d'oxigen (molt probable per a un incendi situat al fons d'un pou com aquest), el zirconi calent robaria l'oxigen del combustible de diòxid d'urani, formant una barreja líquida d'urani metàl·lic, zirconi, oxidat. zirconi i diòxid d'urani dissolt. Això provocaria un alliberament de productes de fissió de la matriu de combustible força comparable a la del combustible fos. A més, tot i que estan confinats, les piscines de combustible gastat de BWR es troben gairebé sempre fora de la contenció primària. La generació d'hidrogen durant el procés probablement donaria lloc a una explosió, danyant l'edifici de contenció secundària. Per tant, l'alliberament a l'atmosfera és més probable que en accidents comparables que impliquen el nucli del reactor.